# Mommelstein-Radweg
Der Mommelstein-Radweg auch Mommelstein-Radwanderweg verläuft im 12,5 km langen und asphaltierten Kernstück auf der ehemaligen Bahntrasse der Teilstrecke Schmalkalden–Auwallenburg (siehe auch: Schmalkalder Kreisbahn).
Er ist mit 28 km Gesamtlänge zwischen Wernshausen und Auwallenburg ausgebaut und soll auch als Bindeglied zwischen dem Werratal-Radweg und dem Rennsteig-Radwanderweg am Rennsteig / Grenzwiese dienen.

## Ausbau
Aktuell wurde die Anbindung an den Werratal-Radweg in Wernshausen als westlichem Ausgangspunkt geschaffen. Der Radweg führt weiter durch das Tal der Schmalkalde in die Landschaft des Thüringer Waldes.

## Kondition
In der Mittelgebirgslandschaft Thüringens ist so ohne große Steigungen (max. 4,5 %) ein Höhenunterschied von rund 260 Metern überwindbar.
Die Weiterfahrt auf Waldwegen bis zum Mommelstein-Felsen (703 m ü. NHN) und zum Rennsteig ist möglich, aber beschwerlicher, da etliche steile Passagen zu überwinden sind.

## Streckenpunkte
Der Weg führt nördlich von Schmalkalden an der spätklassizistischen Hochofenanlage Neue Hütte vorbei. Hier wurde Eisenerz mit Holzkohle verhüttet (heute Museum).
Die bemerkenswertesten Kunstbauten der früheren Bahnstrecke sind der Hundsrücktunnel (86 m lang) zwischen Floh-Seligenthal und Kleinschmalkalden sowie das anschließende Viadukt über das Schmalkaldetal.
Die Stationen der Strecke sind: Wernshausen/Ortsmitte – Schmalkalden (292 m ü. NHN) – Schmalkalden Reiherstor – Seligenthal – Hohleborn – Kleinschmalkalden – Auwallenburg (550 m ü. NHN) – (Mommelstein – Brotterode – Rennsteig)

## Geschichte
Die Bahnlinie war von 1893 bis 1996 in Betrieb. Der erste Radwegabschnitt im Kernbereich auf der ehemaligen Bahnlinie wurde im Juni 2003 eröffnet.

## Fotos

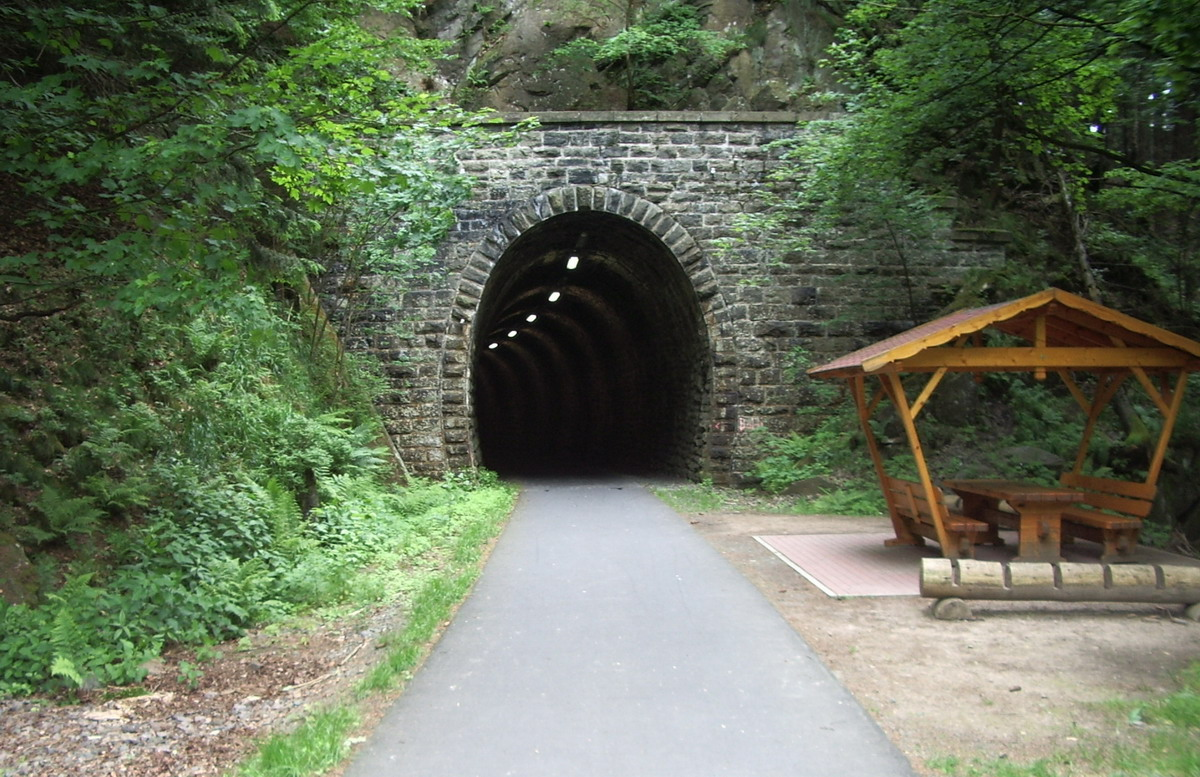
Das Nordportal des Hundsrücktunnels
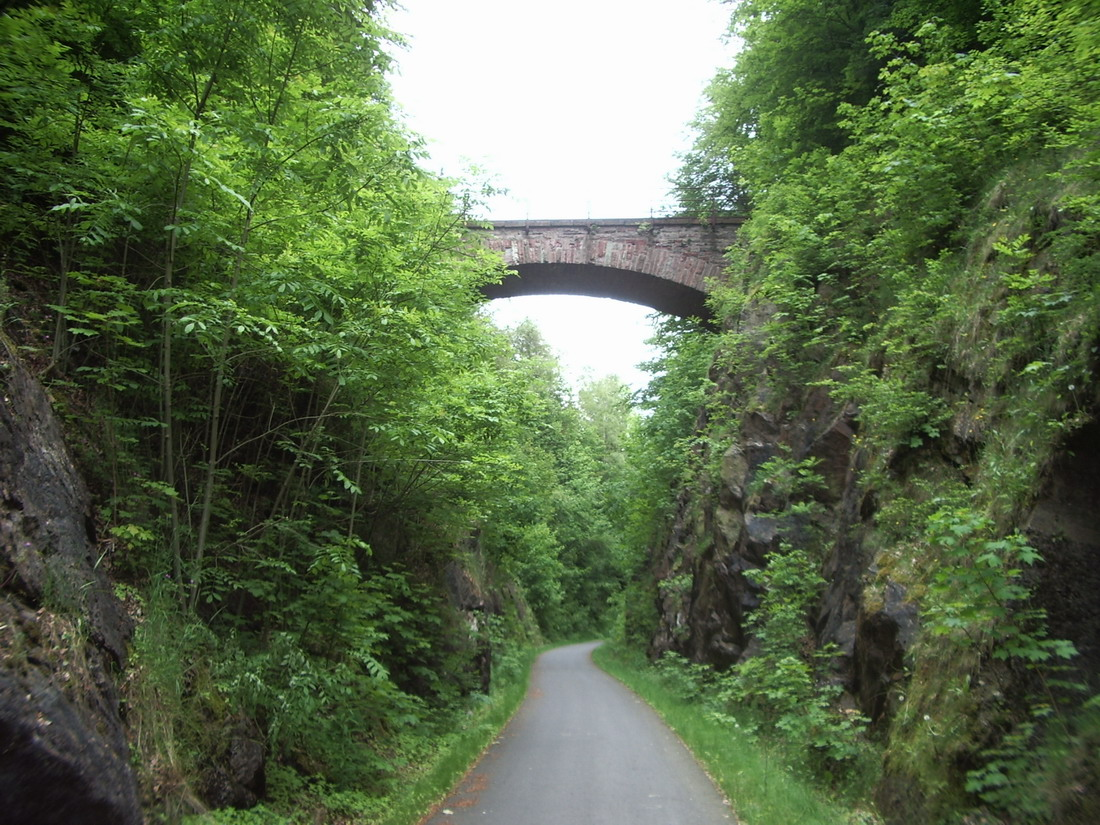
Einschnitt bei Auwallenburg
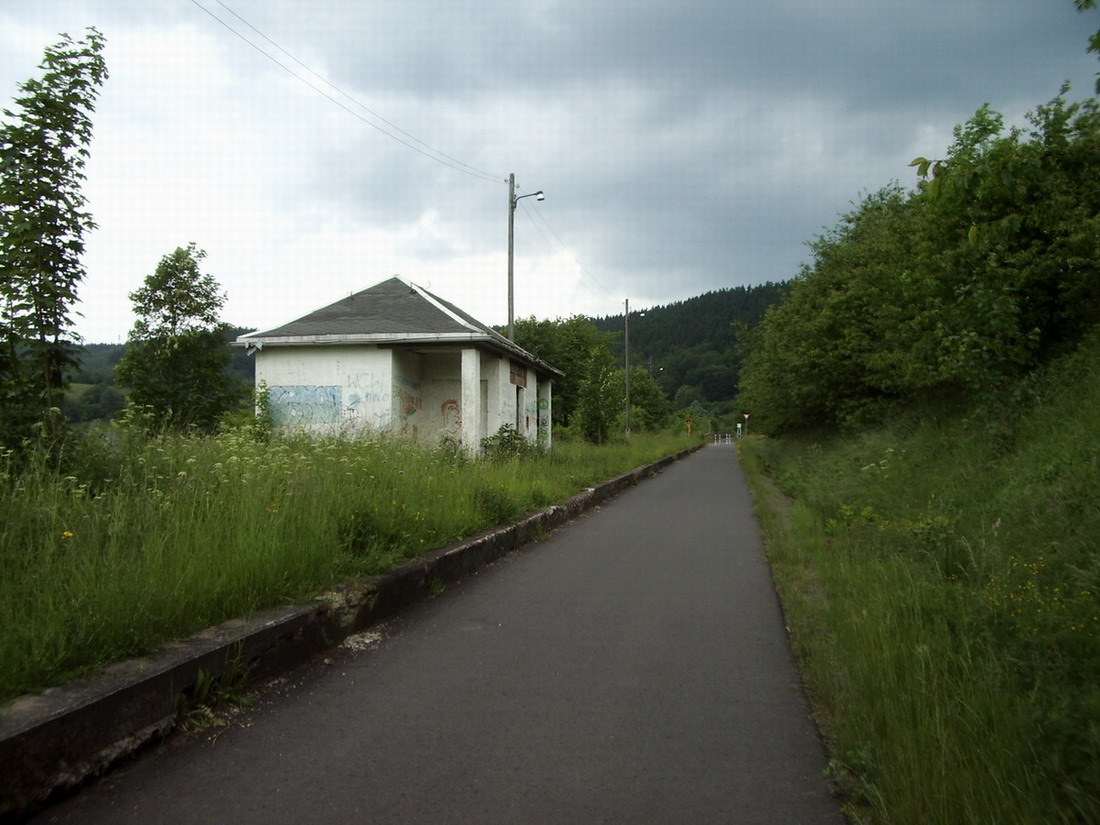
Haltepunkt Hohleborn